# Ceyx cajeli
El martín pigmeo de Buru (Ceyx cajeli) es una especie de ave paseriforme de la familia Alcedininae endémica de Buru, una de las islas Molucas en Indonesia.

## Taxonomía
La especie fue descrita por el naturalista británico Alfred Russel Wallace en 1863 como Ceyx cajeli. Esta especie se consideraba anteriormente una de las 15 subespecies reconocidas del martín pescador variable (Ceyx lepidus). Un estudio de filogenética molecular publicado en 2013 encontró que la mayoría de las subespecies insulares se habían separado sustancialmente unas de otras. Por lo tanto, el martín pescador variable se dividió y 12 de las subespecies, incluido el martín pigmeo de Buru, fueron promovidas al estado de especie.